# Bundestagswahlkreis Börde – Salzlandkreis
Der Bundestagswahlkreis Börde – Salzlandkreis (Wahlkreis 67) ist ein Wahlkreis in Sachsen-Anhalt. Er umfasst den Landkreis Börde und vom Salzlandkreis die Gemeinden Bernburg (Saale), Hecklingen, Könnern, Nienburg (Saale) und Staßfurt sowie die Verbandsgemeinden Egelner Mulde und Saale-Wipper. Der Wahlkreis erhielt diese Abgrenzung erstmals zur Bundestagswahl 2025, indem der 2009 eingerichtete Bundestagswahlkreis Börde – Jerichower Land den Landkreis Jerichower Land abgab und dafür einen großen Teil des Salzlandkreises erhielt. Da Sachsen-Anhalt zur Bundestagswahl 2025 einen Wahlkreis verlor, wurde eine umfassende Neugliederung der verbliebenen Wahlkreise vorgenommen.

## Wahlkreisgeschichte
Nach der Kreisreform von 2007 wurden die Wahlkreise in Sachsen-Anhalt zur Bundestagswahl 2009 grundsätzlich neu gestaltet. Der neue Wahlkreis Börde – Jerichower Land konnte zum Teil als Nachfolger des alten Bundestagswahlkreises Elbe-Havel-Gebiet angesehen werden, zu dem bis zur Bundestagswahl 2005 das Gebiet des Landkreises Jerichower Land und der ehemalige Ohrekreis gehörten. Das Gebiet des ehemaligen Bördekreises gehörte zum aufgelösten Bundestagswahlkreis Börde. Der Wahlkreis besaß 2009 die Nummer 68 und erhielt zur Bundestagswahl 2013 die Nummer 67. Zur Bundestagswahl 2025 wurde der Landkreis Jerichower Land gegen einen großen Teil des Salzlandkreises ausgetauscht.
| Wahl      | Wahlkreisname              | Gebiet |
| --------- | -------------------------- | --- |
| 2009      | 68 Börde – Jerichower Land | Landkreis Börde, Landkreis Jerichower Land |
| 2013–2021 | 67 Börde – Jerichower Land | Landkreis Börde, Landkreis Jerichower Land |
| 2025–     | 67 Börde – Salzlandkreis   | Landkreis Börde, vom Salzlandkreis die Gemeinden Bernburg (Saale), Hecklingen, Könnern, Nienburg (Saale) und Staßfurt sowie die Verbandsgemeinden Egelner Mulde und Saale-Wipper |

## Wahlkreisabgeordnete
| Wahl | Abgeordneter | Abgeordneter       | Partei | Stimmen in % |
| ---- | ------------ | ------------------ | ------ | ------------ |
| 2009 |              | Manfred Behrens    | CDU    | 32,7         |
| 2013 | 44,6         | Manfred Behrens    | CDU    |              |
| 2017 | 37,8         | Manfred Behrens    | CDU    |              |
| 2021 |              | Franziska Kersten  | SPD    | 26,2         |
| 2025 |              | Jan Wenzel Schmidt | AfD    | 43,2         |

## Wahlergebnisse

### Bundestagswahl 2025
Zur Bundestagswahl 2025 traten in Sachsen-Anhalt zwölf Parteien mit Landeslisten an. Im Wahlkreis Börde – Salzlandkreis traten neun Direktkandidaten an.
| Kandidaten                                                                              | Kandidaten                      | Parteien/Listen     | Erststimmen | Erststimmen | Zweitstimmen | Zweitstimmen |
| Kandidaten                                                                              | Kandidaten                      | Parteien/Listen     | Stimmen     | %           | Stimmen      | %            |
| --------------------------------------------------------------------------------------- | ------------------------------- | ------------------- | ----------- | ----------- | ------------ | ------------ |
|                                                                                         | Franziska Kersten               | SPD                 | 22.894      | 13,6        | 17.576       | 10,4         |
|                                                                                         | Anna Aeikens                    | CDU                 | 37.608      | 22,4        | 32.353       | 19,1         |
|                                                                                         | Jan Wenzel Schmidtgewählt im WK | AfD                 | 72.650      | 43,2        | 70.158       | 41,5         |
|                                                                                         | David Schliesing                | Die Linke           | 17.753      | 10,6        | 15.344       | 9,1          |
|                                                                                         | Amy Schneider                   | FDP                 | 4.606       | 2,7         | 4.941        | 2,9          |
|                                                                                         | Sandra Bauer                    | GRÜNE               | 3.746       | 2,2         | 4.463        | 2,6          |
|                                                                                         | Ronny Schneider                 | FREIE WÄHLER        | 4.739       | 2,8         | 2.200        | 1,3          |
|                                                                                         | –                               | Die PARTEI          | –           | –           | 1.146        | 0,7          |
|                                                                                         | –                               | Volt                | –           | –           | 809          | 0,5          |
|                                                                                         | –                               | MLPD                | –           | –           | 118          | 0,1          |
|                                                                                         | Mario Laddey                    | Bündnis Deutschland | 2.364       | 1,4         | 795          | 0,5          |
|                                                                                         | –                               | BSW                 | –           | –           | 19.062       | 11,3         |
|                                                                                         | Jens Horst Kersten              | Einzelbewerber      | 1.841       | 1,1         | –            | –            |
| Gesamt                                                                                  | Gesamt                          | Gesamt              | 168.201     | 100         | 168.965      | 100          |
|                                                                                         |                                 |                     |             |             |              |              |
| Ungültige Stimmen                                                                       | Ungültige Stimmen               | Ungültige Stimmen   | 2.283       | 1,3         | 1.519        | 0,9          |
| Wähler                                                                                  | Wähler                          | Wähler              | 170.484     | 78,6        | 170.484      | 78,6         |
| Wahlberechtigte                                                                         | Wahlberechtigte                 | Wahlberechtigte     | 217.023     |             | 217.023      |              |
|                                                                                         |                                 |                     |             |             |              |              |
| Quellen: Die Bundeswahlleiterin, Kandidaten, Stimmen – Die Landeswahlleiterin, Ergebnis |                                 |                     |             |             |              |              |

### Bundestagswahl 2021
Zur Bundestagswahl 2021 traten in Sachsen-Anhalt 19 Parteien mit Landeslisten an. Im Wahlkreis Börde – Jerichower Land traten zehn Direktkandidaten an.
Franziska Kersten gewann mit 26,2 % der Erststimmen erstmals das Direktmandat. Die SPD erhielt mit 26,6 % die meisten Zweitstimmen im Wahlkreis. Jan Wenzel Schmidt zog über Platz 2 der Landesliste der AfD ebenfalls in den Bundestag ein.
| Kandidaten                                                                  | Kandidaten                     | Parteien/Listen   | Erststimmen | Erststimmen | Zweitstimmen | Zweitstimmen |
| Kandidaten                                                                  | Kandidaten                     | Parteien/Listen   | Stimmen     | %           | Stimmen      | %            |
| --------------------------------------------------------------------------- | ------------------------------ | ----------------- | ----------- | ----------- | ------------ | ------------ |
|                                                                             | Gerry Weber                    | CDU               | 36.652      | 25,0        | 32.720       | 22,3         |
|                                                                             | Jan Wenzel Schmidt             | AfD               | 29.843      | 20,3        | 29.604       | 20,1         |
|                                                                             | David Schliesing               | DIE LINKE         | 12.785      | 8,7         | 12.426       | 8,5          |
|                                                                             | Franziska Kerstengewählt im WK | SPD               | 38.520      | 26,2        | 39.043       | 26,6         |
|                                                                             | Mathias Schulte                | FDP               | 11.817      | 8,1         | 13.589       | 9,2          |
|                                                                             | Thomas Josef Schlenker         | GRÜNE             | 6.184       | 4,2         | 7.267        | 4,9          |
|                                                                             | Marcel Nakoinz                 | Tierschutzallianz | 3.014       | 2,1         | 1.909        | 1,3          |
|                                                                             | André Futh                     | FREIE WÄHLER      | 3.704       | 2,5         | 2.737        | 1,9          |
|                                                                             | –                              | Die PARTEI        | –           | –           | 1.130        | 0,8          |
|                                                                             | –                              | NPD               | –           | –           | 372          | 0,3          |
|                                                                             | –                              | Gartenpartei      | –           | –           | 831          | 0,6          |
|                                                                             | –                              | MLPD              | –           | –           | 118          | 0,1          |
|                                                                             | Bettina Graf                   | dieBasis          | 2.258       | 1,5         | 2.182        | 1,5          |
|                                                                             | –                              | du.               | –           | –           | 176          | 0,1          |
|                                                                             | –                              | ÖDP               | –           | –           | 74           | 0,1          |
|                                                                             | –                              | Die Humanisten    | –           | –           | 136          | 0,1          |
|                                                                             | Carina Hansen                  | Tierschutzpartei  | 1.969       | 1,3         | 1.966        | 1,3          |
|                                                                             | –                              | PIRATEN           | –           | –           | 454          | 0,3          |
|                                                                             | –                              | Volt              | –           | –           | 229          | 0,2          |
| Gesamt                                                                      | Gesamt                         | Gesamt            | 146.746     | 100         | 146.963      | 100          |
|                                                                             |                                |                   |             |             |              |              |
| Ungültige Stimmen                                                           | Ungültige Stimmen              | Ungültige Stimmen | 1.774       | 1,2         | 1.557        | 1,0          |
| Wähler                                                                      | Wähler                         | Wähler            | 148.520     | 68,9        | 148.520      | 68,9         |
| Wahlberechtigte                                                             | Wahlberechtigte                | Wahlberechtigte   | 215.532     |             | 215.532      |              |
|                                                                             |                                |                   |             |             |              |              |
| Quellen: Die Bundeswahlleiterin, Stimmen – Die Landeswahlleiterin, Ergebnis |                                |                   |             |             |              |              |

### Bundestagswahl 2017
Bei der Bundestagswahl 2017 waren 220.786 Einwohner wahlberechtigt; die Wahlbeteiligung lag bei 68,2 %. Manfred Behrens gewann das Direktmandat für die CDU.
| Kandidaten                                                                 | Kandidaten                   | Parteien/Listen   | Erststimmen | Erststimmen | Zweitstimmen | Zweitstimmen |
| Kandidaten                                                                 | Kandidaten                   | Parteien/Listen   | Stimmen     | %           | Stimmen      | %            |
| -------------------------------------------------------------------------- | ---------------------------- | ----------------- | ----------- | ----------- | ------------ | ------------ |
|                                                                            | Manfred Behrensgewählt im WK | CDU               | 55.110      | 37,8        | 47.566       | 32,1         |
|                                                                            | Kerstin Auerbach             | LINKE             | 29.616      | 20,3        | 24.555       | 16,6         |
|                                                                            | Franziska Kersten            | SPD               | 29.174      | 20,0        | 24.053       | 16,2         |
|                                                                            | –                            | AfD               | –           | –           | 27.905       | 18,8         |
|                                                                            | Max Schirmer                 | GRÜNE             | 3.540       | 2,4         | 4.236        | 2,9          |
|                                                                            | Christiane Fuchs             | FDP               | 11.080      | 7,6         | 11.413       | 7,7          |
|                                                                            | Nick-Oliver Machts           | NPD               | 9.619       | 6,6         | 1.330        | 0,9          |
|                                                                            | Ines Busse                   | FREIE WÄHLER      | 7.809       | 5,4         | 2.074        | 1,4          |
|                                                                            | –                            | MLPD              | –           | –           | 151          | 0,1          |
|                                                                            | –                            | Tierschutzallianz | –           | –           | 2.137        | 1,4          |
|                                                                            | –                            | BGE               | –           | –           | 358          | 0,2          |
|                                                                            | –                            | DiB               | –           | –           | 213          | 0,1          |
|                                                                            | –                            | MG                | –           | –           | 784          | 0,5          |
|                                                                            | –                            | Die PARTEI        | –           | –           | 1.313        | 0,9          |
| Gesamt                                                                     | Gesamt                       | Gesamt            | 145.948     | 100         | 148.088      | 100          |
|                                                                            |                              |                   |             |             |              |              |
| Ungültige Stimmen                                                          | Ungültige Stimmen            | Ungültige Stimmen | 4.551       | 3,0         | 2.411        | 1,6          |
| Wähler                                                                     | Wähler                       | Wähler            | 150.499     | 68,2        | 150.499      | 68,2         |
| Wahlberechtigte                                                            | Wahlberechtigte              | Wahlberechtigte   | 220.786     |             | 220.786      |              |
|                                                                            |                              |                   |             |             |              |              |
| Quellen: Die Bundeswahlleiterin, Stimmen – Die Landeswahlleiterin, Stimmen |                              |                   |             |             |              |              |

### Bundestagswahl 2013
Bei der Bundestagswahl 2013 waren 228.139 Einwohner wahlberechtigt; die Wahlbeteiligung lag bei 62,2 %. Manfred Behrens gewann das Direktmandat für die CDU.
| Kandidaten                               | Kandidaten                   | Parteien/Listen   | Erststimmen | Erststimmen | Zweitstimmen | Zweitstimmen |
| Kandidaten                               | Kandidaten                   | Parteien/Listen   | Stimmen     | %           | Stimmen      | %            |
| ---------------------------------------- | ---------------------------- | ----------------- | ----------- | ----------- | ------------ | ------------ |
|                                          | Thomas Waldheim              | LINKE             | 29.759      | 21,4        | 30.235       | 21,7         |
|                                          | Manfred Behrensgewählt im WK | CDU               | 61.890      | 44,6        | 60.207       | 43,2         |
|                                          | Waltraud Wolff               | SPD               | 32.118      | 23,1        | 27.279       | 19,6         |
|                                          | Jens Ackermann               | FDP               | 3.686       | 2,7         | 3.995        | 2,9          |
|                                          | Thomas Schlenker             | GRÜNE             | 3.611       | 2,6         | 4.281        | 3,1          |
|                                          | Andrea Bogner                | PIRATEN           | 4.224       | 3,0         | 2.556        | 1,8          |
|                                          | –                            | NPD               | –           | –           | 2.903        | 2,1          |
|                                          | –                            | MLPD              | –           | –           | 170          | 0,1          |
|                                          | –                            | AfD               | –           | –           | 5.380        | 3,9          |
|                                          | –                            | pro Deutschland   | –           | –           | 458          | 0,3          |
|                                          | Rolf Wegener                 | FREIE WÄHLER      | 2.854       | 2,1         | 1.630        | 1,2          |
|                                          | –                            | ÖDP               | –           | –           | 232          | 0,2          |
|                                          | Thomas Buch                  | Einzelbewerber    | 696         | 0,5         | –            | –            |
| Gesamt                                   | Gesamt                       | Gesamt            | 138.838     | 100         | 139.326      | 100          |
|                                          |                              |                   |             |             |              |              |
| Ungültige Stimmen                        | Ungültige Stimmen            | Ungültige Stimmen | 2.976       | 2,1         | 2.488        | 1,8          |
| Wähler                                   | Wähler                       | Wähler            | 141.814     | 62,2        | 141.814      | 62,2         |
| Wahlberechtigte                          | Wahlberechtigte              | Wahlberechtigte   | 228.139     |             | 228.139      |              |
|                                          |                              |                   |             |             |              |              |
| Quellen: Die Bundeswahlleiterin, Stimmen |                              |                   |             |             |              |              |

### Bundestagswahl 2009
Bei der Bundestagswahl 2009 waren 239.477 Einwohner wahlberechtigt; die Wahlbeteiligung lag bei 61,6 %. Manfred Behrens gewann das Direktmandat für die CDU. Waltraud Wolff (SPD) und Jens Ackermann (FDP) zogen über die Landeslisten ihrer Parteien ebenfalls in den Bundestag ein.
| Kandidaten                               | Kandidaten                   | Parteien/Listen   | Erststimmen | Erststimmen | Zweitstimmen | Zweitstimmen |
| Kandidaten                               | Kandidaten                   | Parteien/Listen   | Stimmen     | %           | Stimmen      | %            |
| ---------------------------------------- | ---------------------------- | ----------------- | ----------- | ----------- | ------------ | ------------ |
|                                          | Waltraud Wolff               | SPD               | 31.994      | 22,4        | 25.606       | 17,9         |
|                                          | Thomas Waldheim              | LINKE             | 41.040      | 28,7        | 43.781       | 30,6         |
|                                          | Manfred Behrensgewählt im WK | CDU               | 46.686      | 32,7        | 45.060       | 31,5         |
|                                          | Jens Ackermann               | FDP               | 13.914      | 9,7         | 15.368       | 10,7         |
|                                          | Christoph Erdmenger          | GRÜNE             | 5.041       | 3,5         | 6.081        | 4,3          |
|                                          | Stefan Träger                | NPD               | 3.446       | 2,4         | 3.033        | 2,1          |
|                                          | –                            | MLPD              | –           | –           | 331          | 0,2          |
|                                          | –                            | DVU               | –           | –           | 461          | 0,3          |
|                                          | –                            | PIRATEN           | –           | –           | 3.320        | 2,3          |
|                                          | Uwe Lehmann                  | Einzelbewerber    | 733         | 0,5         | –            | –            |
| Gesamt                                   | Gesamt                       | Gesamt            | 142.854     | 100         | 143.041      | 100          |
|                                          |                              |                   |             |             |              |              |
| Ungültige Stimmen                        | Ungültige Stimmen            | Ungültige Stimmen | 3.411       | 2,3         | 3.224        | 2,2          |
| Wähler                                   | Wähler                       | Wähler            | 146.265     | 61,1        | 146.265      | 61,1         |
| Wahlberechtigte                          | Wahlberechtigte              | Wahlberechtigte   | 239.481     |             | 239.481      |              |
|                                          |                              |                   |             |             |              |              |
| Quellen: Die Bundeswahlleiterin, Stimmen |                              |                   |             |             |              |              |